# Cattolica Eraclea
Cattolica Eraclea est une commune de la province d'Agrigente en Sicile (Italie).

## Histoire
Cattolica Eraclea fut fondée le 24 mai 1610, à proximité du site archéologique grec d'Eraclea Minoa. 
Le territoire de la commune a probablement accueilli également sur le Monte della Giudecca, la forteresse Platano, lieu de résistance byzantine aux Musulmans, puis des Agrigentini contre le gouverneur fatimite Halil qui l'assiège en 938-939, et enfin tombé aux mains du comte Roger en 1086. Zone peuplée et fertile, centre commercial probable, elle appartient à des officiers musulmans de la Cour en 1206 avant d'être donnée par Frédéric II à l'église de Palerme.
La commune est connue au Québec à cause des nombreux acteurs de la mafia montréalaise originaires de la localité, dont Lino Zambito et Vito Rizzuto.

## Toponymie
Catòlica en sicilien.

## Administration
| Période                                  | Période    | Identité            | Étiquette             | Qualité       |
| ---------------------------------------- | ---------- | ------------------- | --------------------- | ------------- |
| 15/05/2007                               | En cours   | Cosimo Piro         | Vince Cattolica       | Centre-droit  |
| Du 28/05/2002                            | 14/05/2007 | Nino Acquilino      | Insieme per Cattolica | Centre-gauche |
| Du 01/12/1997                            | 27/05/2002 | Antonino Cammalleri | Cattolica Risorge     | Centre-droit  |
| Les données manquantes sont à compléter. |            |                     |                       |               |

### Communes limitrophes
Agrigente, Cianciana, Montallegro, Ribera, Sant'Angelo Muxaro.